# How Long (bài hát của Charlie Puth)
"How Long" là bài hát được sáng tác bởi nam ca sĩ người Mỹ Charlie Puth. Được anh sáng tác và xuất bản, với sáng tác lời bởi Jacob Kasher và DJ Frank E, bài hát được phát hành vào 5 tháng 10 năm 2017 bởi Atlantic Records, là đĩa đơn thứ hai cho album thứ hai chưa ra mắt của anh, Voicenotes (2018).

## Phát hành
Puth đăng bản teaser bài hát vào khoảng tháng 9 năm 2017 trên phương tiện truyền thông xã hội. Anh tweet hai bức ảnh liên tiếp lên, với tiêu đề tương ứng là "how" và "long". Trong tháng 10 năm 2017, anh đăng ảnh và video với tiêu đề, "has", "this", "been" và "going". Vào 4 tháng 10 năm 2017, anh đăng một video ghi âm nốt bài hát với tiêu đề "on", cuối cùng hát to lên các từ "how long has this been going on" cùng một lúc, là một trong các dòng trong lời bài hát.

## Tiếp nhận
Chris Malone trên Billboard nhận xét bài hát "bắt đầu bằng một dòng bass nhỏ 'Attention'", và có đoạn điệp khúc hấp dẫn. Anh nghĩ rằng bài hát "đánh dấu sự thay đổi phong cách nhẹ nhàng từ những âm pop đơn giản hơn lấp đầy album đầu tay của anh là Nine Track Mind", và từ đó Puth lấy "hướng đi nghiêng R&B" với bài hát "How Long". James Dinh của iHeartRadio coi bản nhạc này là "bản kế tiếp phù hợp với 'Attention' trong một thanh niên 25 tuổi đã khắc phục được câu chuyện dễ tổn thương khác từ bộ phim hài lãng mạn", và anh dự kiến bài này sẽ có mặt trong danh sách top 10 trên Billboard Hot 100. Mike Wass của Idolator bình luận rằng bài hát "bắt đầu khi 'Attention' kết thúc". Anh mô tả bài hát là "lập tức gây nghiện và có thể trở thành một bản hit lớn hơn". Katrina Rees của CelebMix coi bài hát như "Chương trình truyền nhiễm mới nhất của Charlie", và viết rằng nó "phản hồi nhẹ truy nhiên vẫn thể hiện được giọng hát của ca sĩ".

## Video ca nhạc
Video ca nhạc chính thức ra mắt vào 19 tháng 10 năm 2017, trên kênh YouTube chính thức của Charlie Puth. Video gồm Puth nhảy trên đường, bước lên tường rào như không có trọng lực.

## Biểu đồ
| Biểu đồ (2017)                                  | Vị trí |
| ----------------------------------------------- | ------ |
| Australia (ARIA)                                | 40     |
| Áo (Ö3 Austria Top 40)                          | 57     |
| Bỉ (Ultratip Flanders)                          | 1      |
| Bỉ (Ultratip Wallonia)                          | 27     |
| Canada (Canadian Hot 100)                       | 56     |
| Cộng hòa Séc (Singles Digitál Top 100)          | 31     |
| Denmark (Tracklisten)                           | 29     |
| France (SNEP)                                   | 23     |
| Trường songid là BẮT BUỘC CHO BẢNG XẾP HẠNG ĐỨC | 71     |
| Hungary (Stream Top 40)                         | 25     |
| Ireland (IRMA)                                  | 52     |
| Italy (FIMI)                                    | 78     |
| Hà Lan (Single Top 100)                         | 67     |
| New Zealand Heatseekers (RMNZ)                  | 38     |
| Bồ Đào Nha (AFP)                                | 50     |
| Scotland (OCC)                                  | 18     |
| Slovakia (Singles Digitál Top 100)              | 23     |
| Sweden (Sverigetopplistan)                      | 69     |
| Thụy Sĩ (Schweizer Hitparade)                   | 40     |
| Anh Quốc (OCC)                                  | 22     |
| Hoa Kỳ Billboard Hot 100                        | 60     |
| Hoa Kỳ Adult Pop Airplay (Billboard)            | 23     |
| Hoa Kỳ Pop Airplay (Billboard)                  | 26     |

## Lịch sử phát hành
| Khu vực           | Ngày ra mắt          | Định dạng                              | Nhãn     | Tham khảo |
| ----------------- | -------------------- | -------------------------------------- | -------- | --------- |
| Phần lớn quốc gia | 5 tháng 10 năm 2017  | Tải xuống kĩ thuật số                  | Atlantic | [ 32 ]    |
| Hoa Kỳ            | 9 tháng 10 năm 2017  | Đài phát thanh đương đại nóng phổ biến | Atlantic | [ 33 ]    |
| Hoa Kỳ            | 10 tháng 10 năm 2017 | Đài phát thanh hiện đại                | Atlantic | [ 34 ]    |